# Épiphron
Dans la mythologie grecque, Épiphron (en grec ancien Ἐπίφρων / Epíphrôn, « prudence, diligence ») était le fils de Érèbe et Nyx ; il était le démon ou esprit de la prudence, de la finesse, de la délicatesse, et de la sagacité.

## Famille
Épiphron est le fils de Nyx, déesse primordiale de la nuit, et d'Érèbe, dieu primordial des ténèbres. Il a pour sœurs Héméra (le Jour) et Éléos (la Pitié) et pour frères Charon et Éther.